# Premi a l'MVP de la final de l'ACB
El MVP de la final de l'ACB o Premi al Millor Jugador de la final de la Lliga ACB és un premi que va començar a donar-se per part de l'Asociación de Clubs de Baloncesto (ACB) a la temporada 1990-1991. El jugador amb més premis d'MVP des d'aleshores és  Juan Carlos Navarro amb 3, seguit dels jugadors del Reial Madrid Felipe Reyes i Sergi Llull, a més del ja retirat Arvydas Sabonis, tots tres amb 2 premis d'MVP del torneig.

## Palmarès
La següent és una llista de guanyadors del premi des de la primera temporada que es va donar:
| Temporada | Jugador                 | Equip                           |
| --------- | ----------------------- | ------------------------------- |
| 1990–91   | Corny Thompson          | Montigalá Joventut              |
| 1991–92   | Mike Smith              | Montigalá Joventut (2)          |
| 1992–93   | Arvydas Sabonis         | Real Madrid Teka                |
| 1993–94   | Arvydas Sabonis (2)     | Real Madrid Teka (2)            |
| 1994–95   | Michael Ansley          | Unicaja                         |
| 1995–96   | Xavi Fernández          | FC Barcelona Banca Catalana     |
| 1996–97   | Roberto Dueñas          | FC Barcelona Banca Catalana (2) |
| 1997–98   | Joan Creus              | TDK Manresa                     |
| 1998–99   | Derrick Alston          | FC Barcelona (3)                |
| 1999–00   | Alberto Angulo          | Real Madrid Teka (3)            |
| 2000–01   | Pau Gasol               | FC Barcelona (4)                |
| 2001–02   | Elmer Bennett           | TAU Cerámica                    |
| 2002–03   | Šarūnas Jasikevičius    | FC Barcelona (5)                |
| 2003–04   | Dejan Bodiroga          | FC Barcelona (6)                |
| 2004–05   | Louis Bullock           | Reial Madrid (4)                |
| 2005–06   | Jorge Garbajosa         | Unicaja (2)                     |
| 2006–07   | Felipe Reyes            | Reial Madrid (5)                |
| 2007–08   | Pete Mickeal            | TAU Cerámica (2)                |
| 2008–09   | Juan Carlos Navarro     | Regal FC Barcelona (7)          |
| 2009–10   | Tiago Splitter          | Caja Laboral Baskonia (3)       |
| 2010–11   | Juan Carlos Navarro (2) | Regal FC Barcelona (8)          |
| 2011–12   | Erazem Lorbek           | FC Barcelona Regal (9)          |
| 2012-13   | Felipe Reyes (2)        | Reial Madrid (6)                |
| 2013-14   | Juan Carlos Navarro (3) | FC Barcelona (10)               |
| 2014–15   | Sergi Llull             | Reial Madrid (7)                |
| 2015–16   | Sergi Llull (2)         | Real Madrid (8)                 |
| 2016-17   | Bojan Dubljević         | València Basket Club            |
| 2017-18   | Rudy Fernández          | Real Madrid (9)                 |
| 2018-19   | Facundo Campazzo        | Real Madrid (10)                |
| 2019-20   | Luca Vildoza            | KirolBet Baskonia (4)           |